# Bombylius watanabei
Bombylius watanabei är en tvåvingeart som beskrevs av Matsumura 1916. Bombylius watanabei ingår i släktet Bombylius och familjen svävflugor.
Artens utbredningsområde är Taiwan. Inga underarter finns listade i Catalogue of Life.